# Codice ATCvet QI10
Il codice ATCvet QI10 "Immunologici per Pisces" è un sottogruppo del sistema di classificazione Anatomico Terapeutico e Chimico, un sistema di codici alfanumerici sviluppato dall'OMS per la classificazione dei farmaci e altri prodotti medici. Il sottogruppo QI10 fa parte del gruppo anatomico QI, farmaci per uso veterinario Immunologici.
Numeri nazionali della classificazione ATC possono includere codici aggiuntivi non presenti in questa lista, che segue la versione OMS.

## QI10A Salmone dell'Atlantico

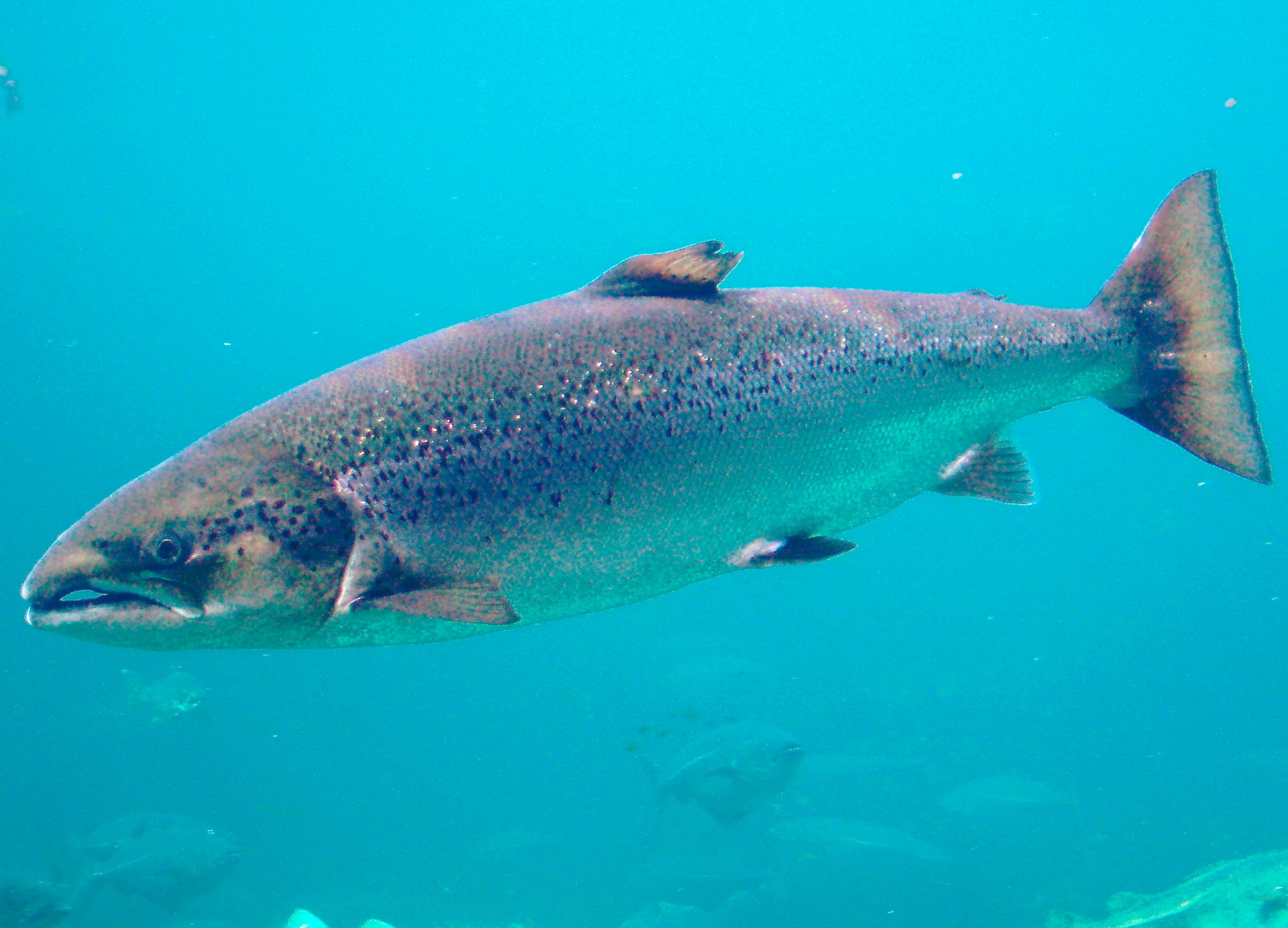
Salmone

### QI10AA Vaccini inattivati virali
QI10AA01 Virus delle malattie del pancreas

### QI10AB Vaccini inattivati batterici (inclusi mycoplasmi, tossoidi e chlamydia)
QI10AB01 Aeromonas
QI10AB02 Aeromonas + vibrio
QI10AB03 Aeromonas + moritella + vibrio

### QI10AC Vaccini inattivati batterici e antisieri
Gruppo vuoto

### QI10AD Vaccini vivi virali
Gruppo vuoto

### QI10AE Vaccini vivi batterici
Gruppo vuoto

### QI10AF Vaccini vivi batterici e virali
Gruppo vuoto

### QI10AG Vaccini vivi e inattivati batterici
Gruppo vuoto

### QI10AH Vaccini vivi e inattivati virali
Gruppo vuoto

### QI10AI Vaccini vivi virali e inattivati batterici
Gruppo vuoto

### QI10AJ Vaccini vivi e inattivati virali e batterici
Gruppo vuoto

### QI10AK Vaccini inattivati virali e vivi batterici
Gruppo vuoto

### QI10AL Vaccini inattivati virali e inattivati batterici
QI10AL01 Virus della necrosi pancreatica infettiva (IPN) + aeromonas + vibrio
QI10AL02 Virus della necrosi pancreatica infettiva (IPN) + aeromonas + moritella + vibrio
QI10AL03 Virus della necrosi pancreatica infettiva (IPN) + aeromonas
QI10AL04 Virus della necrosi pancreatica infettiva (IPN) + Virus dell'anemia infettiva del salmone (ISA) + aeromonas + moritella + vibrio

### QI10AM Antisieri, preparazioni di immunoglobuline, e antitossine
Gruppo vuoto

### QI10AN Vaccini vivi antiparassitari
Gruppo vuoto

### QI10AO Vaccini inattivati antiparassitari
Gruppo vuoto

### QI10AP Vaccini vivi antiparassitari
Gruppo vuoto

### QI10AQ Vaccini inattivati antiparassitari
Gruppo vuoto

### QI10AR Preparazioni dignostiche in vivo
Gruppo vuoto

### QI10AS Allergeni
Gruppo vuoto

### QI10AU Altri vaccini vivi
Gruppo vuoto

### QI10AV Altri vaccini inattivati
Gruppo vuoto

### QI10AX Altri immunologici
Gruppo vuoto

## QI10B Trota arcobaleno

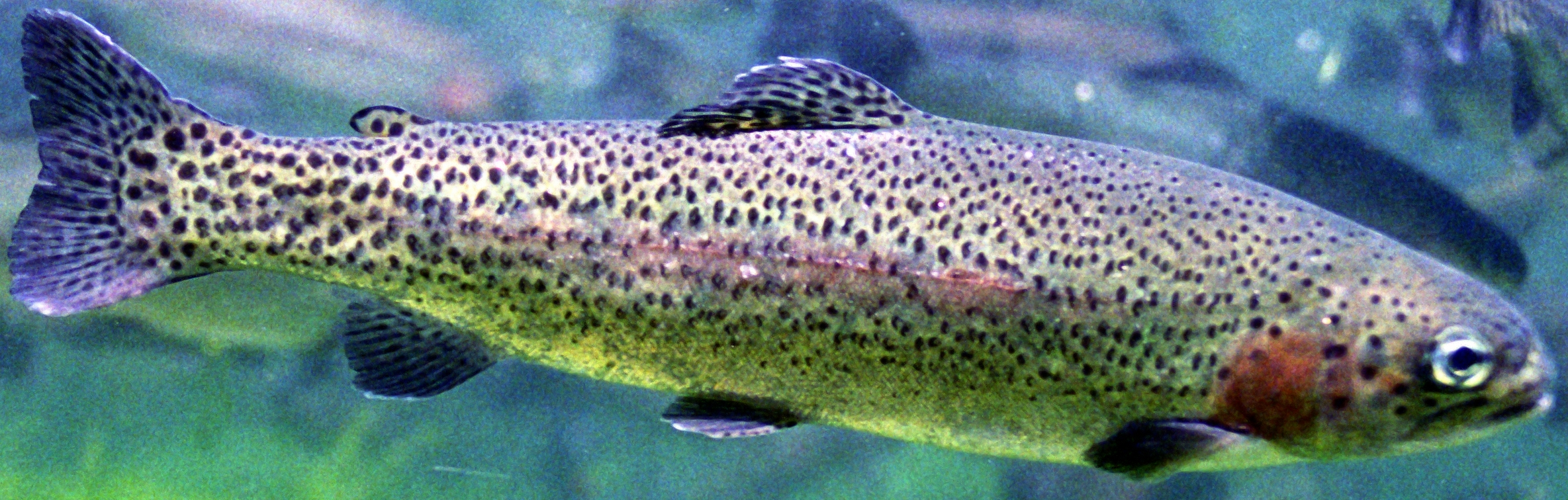
Trota arcobaleno

### QI10BA Vaccini inattivati virali
Gruppo vuoto

### QI10BB Vaccini inattivati batterici (inclusi mycoplasma, tossoidi e chlamydia)
QI10BB01 Vibrio
QI10BB02 Aeromonas + vibrio
QI10BB03 Yersinia

### QI10BC Vaccini inattivati batterici e antisieri
Gruppo vuoto

### QI10BD Vaccini vivi virali
Gruppo vuoto

### QI10BE Vaccini vivi batterici
Gruppo vuoto

### QI10BF Vaccini vivi batterici e virali
Gruppo vuoto

### QI10BG Vaccini vivi e inattivati batterici
Gruppo vuoto

### QI10BH Vaccini vivi e inattivati virali
Gruppo vuoto

### QI10BI Vaccini vivi virali e inattivati batterici
Gruppo vuoto

### QI10BJ Vaccini vivi e inattivati virali e batterici
Gruppo vuoto

### QI10BK Vaccini inattivati virali e vivi batterici
Gruppo vuoto

### QI10BL Vaccini inattivati virali e inattivati batterici
Gruppo vuoto

### QI10BM Antisieri, preparazioni di immunoglobuline, e antitossine
Gruppo vuoto

### QI10BN Vaccini vivi antiparassitari
Gruppo vuoto

### QI10BO Vaccini inattivati antiparassitari
Gruppo vuoto

### QI10BP Vaccini vivi antiparassitari
Gruppo vuoto

### QI10BQ Vaccini inattivati antiparassitari
Gruppo vuoto

### QI10BR Preparazioni dignostiche in vivo
Gruppo vuoto

### QI10BS Allergeni
Gruppo vuoto

### QI10BU Altri vaccini vivi
Gruppo vuoto

### QI10BV Altri vaccini inattivati
Gruppo vuoto

### QI10BX Altri immunologici
Gruppo vuoto

## QI10C Carpa
Gruppo vuoto

## QI10D Rombo

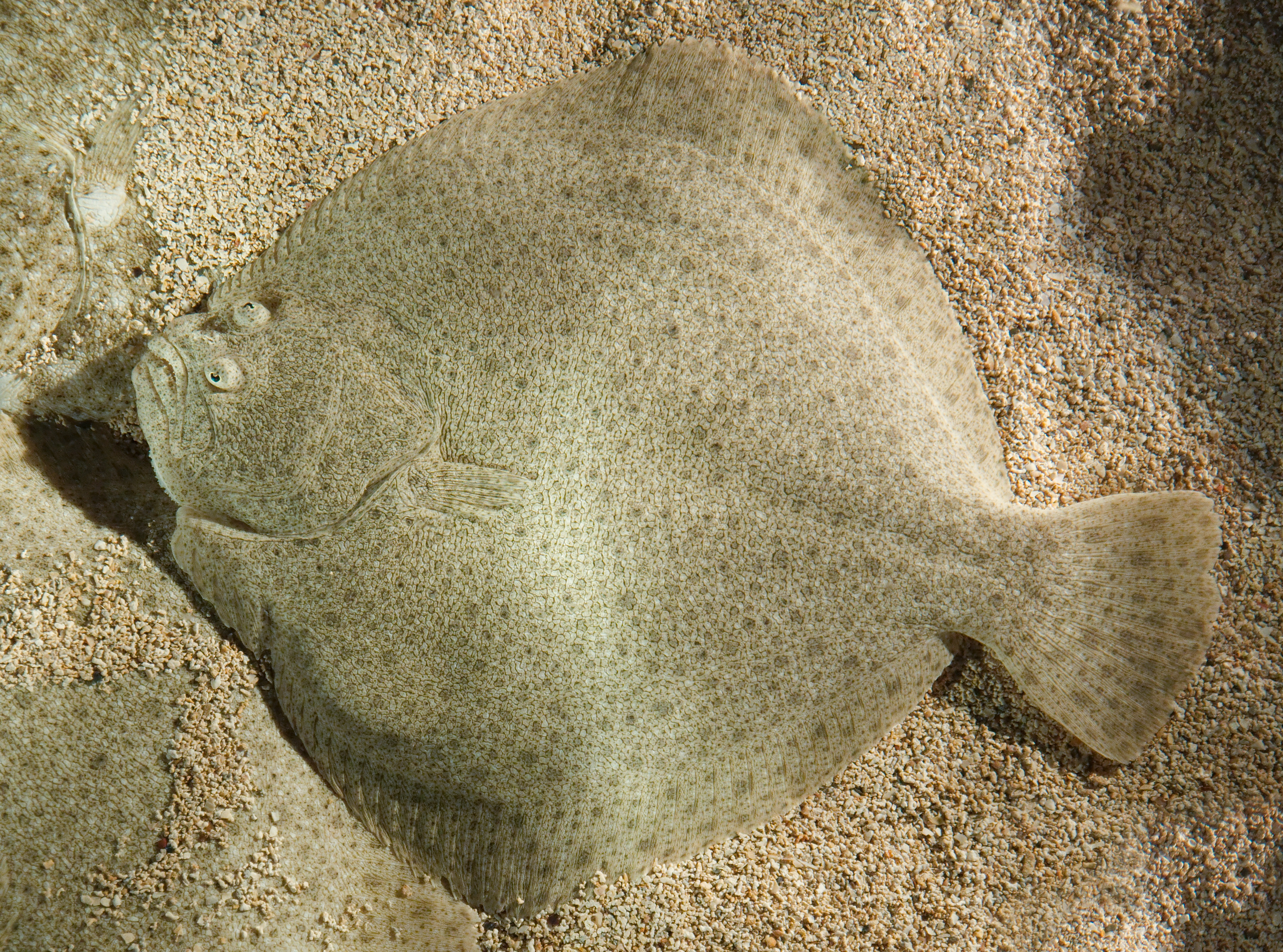
Rombo

Gruppo vuoto

## QI10E Pesci ornamentali
Gruppo vuoto

## QI10F Merluzzo

### QI10FB Vaccini inattivati batterici (inclusi mycoplasma, tossoidi e chlamydia)
QI10FB01 Vibrio
QI10FB02 Aeromonas + vibrio

## QI10X Pesci, Altri
Gruppo vuoto